# Бротей (син Гефеста)
Броте́й (дав.-гр. Βροτέας) — персонаж давньогрецької міфології, син Гефеста і Афіни.
Відомий тим, що кинувся у вогонь через те, що був надзвичайно потворним і не міг переносити глузування оточуючих.